# Kate Colby
Kate Colby (Boston, 1974) es una poetisa y ensayista estadounidense. Creció en Massachusetts y recibió su licenciatura de la Universidad Wesleyana y un Máster en Bellas Artes del California College of the Arts. En 1997 se mudó a San Francisco, donde trabajó durante varios años como conservadora en el Centro de Artes de Yerba Buena, y más tarde como escritora y editora. En 2008 se trasladó a Providence, Rhode Island, donde actualmente trabaja como editora.
Sus poemas y ensayos han aparecido en publicaciones como A Public Space, Aufgabe, The Awl, Bennington Review, Boston Review, Chicago Review, Denver Quarterly, New American Writing, The Nation, The Rumpus, Verse y The Volta, entre otras.

## Obras destacadas

### Colecciones de poesía
- Fruitlands (2006)
- Unbecoming Behaviour (2008)
- Beauport (2010)
- The Return of the Native (2011)
- Blue Hole (2015)
- I Mean (2015)
- The Arrangements (2018)

### Ensayos
- Dream of the Trenches (2019)